# Reconeixement internacional
El reconeixement internacional és un Dret internacional amb conseqüències jurídiques nacionals i internacionals mitjançant el qual un Subjecte de Dret Internacional reconeix un acte d'un altre Subjecte de Dret Internacional (Estat, govern, entre altres). El reconeixement pot ser concedit expressa o tàcitament, en general d'una declaració del govern que reconeix.

## Reconeixement dels estats i dels governs
El reconeixement diplomàtic ha de distingir-se del Reconeixement dels estats i els seus governs El fet que els Estats no mantenen relacions diplomàtiques bilaterals no significa que no reconeixen o tracten mútuament com a Estats. Un estat no està obligat a atorgar el reconeixement formal a qualsevol altre estat, però és necessari per al tractament de qualsevol entitat que compleixi amb certs requisits com un estat. Un estat té la responsabilitat de no reconèixer com a Estat a qualsevol entitat que hagi obtingut la qualificació de la condició d'Estat per violar la prohibició de l'amenaça o a l'ús de la força en la Carta de les Nacions Unides. Els Estats poden exercir els seus poders reconeixement ja sigui explícita o implícitament El reconeixement d'un govern implica el reconeixement de l'estat que governa, però no a l'inrevés.
Reconeixement de facto dels Estats, més que de iure, és rar. el reconeixement de iure és més fort, mentre que el reconeixement de facto és més provisional i només reconeix que un govern exerceix un control sobre un territori. Un exemple de la diferència és quan el Regne Unit va reconèixer la Unió Soviètica de facto en 1921, però només de iure en 1924. Un altre exemple és l'estat d'Israel en 1948, el govern del qual va ser immediatament reconeguda de facto pels Estats Units i tres dies més tard per Unió Soviètica el reconeixement de iure.
Renovar el reconeixement d'un govern no és necessari quan es canvia d'una manera normal, constitucional (com a eleccions o un Referèndum), però és necessari en el cas d'un Cop d'estat o Revolució. El reconeixement d'un nou govern per altres Estats pot ser important per a la seva supervivència a llarg termini. Per exemple, els talibans del govern de l'Emirat Islàmic de l'Afganistan, que va durar des de 1996 a 2001, van ser reconeguts només per Pakistan, els Unió dels Emirats Àrabs i Aràbia Saudita, mentre que tenia més reconeixement el govern de l'enderrocat Burhanuddin Rabbani (Estat Islàmic de l'Afganistan). El Territori en disputa de Jammu i Caixmir de la República de l'Índia no és reconeguda per Pakistan ni la República Popular Xina, però és reconegut per Rússia.
El reconeixement pot inferir-se d'altres actes, com la visita del cap d'Estat, o la signatura d'un tractat bilateral. Si el reconeixement implícit és possible, un estat pot sentir la necessitat de proclamar explícitament que els seus actes no constitueixen el reconeixement diplomàtic, com quan Estats Units va començar el seu diàleg amb l'Organització per a l'Alliberament de Palestina en 1988.
La doctrina de no reconeixement de situacions il·legals o immorals, com els guanys territorials aconseguits per la violència se li crida Doctrina Stimson, i s'ha tornat més important des de la Segona Guerra Mundial, especialment en el Nacions Unides, on es tracta d'un mètode per assegurar el compliment de Drets internacionals - per exemple, en el cas de Rhodèsia en 1965. La retirada del reconeixement d'un govern és un acte més greu de la desaprovació de la ruptura de les Relacions diplomàtiques